# Антоніо Феррейра де Олівейра Жуніор
Антоніо Феррейра де Олівейра Жуніор або просто Антоніо Феррейра (порт.-браз. Antonio Ferreira de Oliveira Junior / Antonio Ferreira; нар. 24 жовтня 1984, Ріо-де-Жанейро, Бразилія) — бразильський футболіст, центральний захисник клубу «Сан-Каетану».

## Життєпис

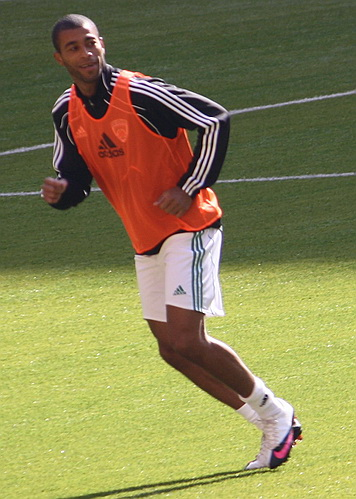
Антоніо Феррейра на тренуванні

Народився в Ріо-де-Жанейро. На юнацькому рівні виступав за «Капофріо» та «Профут». Потім грав за молодіжну та дорослу команду «Кабофріенсі». У 2004 році вирішив спробувати свої сили в Європі, виїхав до Латвії, де став гравцем «Юрмали». За команду з однойменного міста відзначився 7-ма голами в 46-ти матчах. У сезоні 2006 року відзначився 4-ма голами, допоміг команді фінішувати на 6-му місці. 6 квітня 2007 року підписав контрак з переможцем латвійської Вірсліги «Металургс» (Лієпая). 7 квітня провів свій перший матч за новий клуб, проти «Даугави». 19 липня відзначився голом в нічийному (1:1) домашньому поєдинку Кубку УЄФА проти білоруського «Динамо-Берестя». У перший же сезон у новій команді Антоніо став срібним призером чемпіонату Латвії та переміг у Балтійській лізі.
У 2009 році Антоніо перейшов до російського клубу «Спартак-Нальчик», у складі якого дебютував 15 березня у матчі першого туру РФПЛ із «Тереком».
4 січня 2010 року уклав 3-річний контракт з «Тереком». 28 березня 2010 року дебютував у складі «Терека» у матчі з «Рубіном». А в матчі зі «Спартаком» відзначився автоголом 31 грудня 2014 року, після 5-ти років виступів у команді, його контракт з грозненцями завершився й бразилець залищив клуб вільним агентом.
У липні 2015 року підписав контракт з представником Прем'єр-ліги Казахстану «Іртиш» (Павлодар).
У травні 2016 року підписав контракт із «Гуарані». У 2016 році, під час виступів за вище вказаний клуб, у програному (0:2) поєдинку проти «Боа», отримав вилучення й штовхнув арбітра на землю, деякі з його товаришів по команді хотіли його заспокоїти. Феррейра штовхнув одного зі своїх товаришів по команді, а потім, після того, як лінійний суддя захищав головного арбітра, він все ще хотів вдарити головного арбітра, але пізніше був видалений з поля.

## Статистика виступів

### Клубна
Станом на 8 листопада 2015
| Клуб               | Сезон             | Ліга                    | Ліга  | Ліга | Нац. кубок | Нац. кубок | Конт. кубок | Конт. кубок | Загалом | Загалом |
| Клуб               | Сезон             | Дивізіон                | Матчі | Голи | Матчі      | Голи       | Матчі       | Голи        | Матчі   | Голи    |
| ------------------ | ----------------- | ----------------------- | ----- | ---- | ---------- | ---------- | ----------- | ----------- | ------- | ------- |
| «Спартак-Нальчик»  | 2009              | Прем'єр-ліга Росії      | 13    | 0    | 1          | 0          | –           | –           | 14      | 0       |
| «Терек» (Грозний)  | 2010              | Прем'єр-ліга Росії      | 26    | 0    | 0          | 0          | –           | –           | 26      | 0       |
| «Терек» (Грозний)  | 2011–12           | Прем'єр-ліга Росії      | 36    | 1    | 2          | 0          | –           | –           | 38      | 1       |
| «Терек» (Грозний)  | 2012–13           | Прем'єр-ліга Росії      | 17    | 1    | 1          | 0          | –           | –           | 18      | 1       |
| «Терек» (Грозний)  | 2013–14           | Прем'єр-ліга Росії      | 19    | 0    | 0          | 0          | –           | –           | 19      | 0       |
| «Терек» (Грозний)  | 2014–15           | Прем'єр-ліга Росії      | 2     | 0    | 0          | 0          | –           | –           | 2       | 0       |
| «Терек» (Грозний)  | Загалом           | Загалом                 | 100   | 2    | 4          | 0          | -           | -           | 104     | 2       |
| «Брагантіно»       | 2015              | Ліга Пауліста           | 7     | 0    | 2          | 0          | –           | –           | 9       | 0       |
| «Іртиш» (Павлодар) | 2015              | Прем'єр-ліга Казахстану | 5     | 0    | 0          | 0          | –           | –           | 5       | 0       |
| Усього за кар'єру  | Усього за кар'єру | Усього за кар'єру       | 125   | 2    | 6          | 0          | -           | -           | 131     | 2       |

## Досягнення

### Клубні
«Металургс» (Лієпая)
- Балтійська ліга
  -  Чемпіон (1): 2007